# Williams FW35
A Williams FW35 egy Formula–1-es versenyautó, amelyet a WilliamsF1 tervezett a 2013-as Formula–1 világbajnokságra. Pilótái a venezuelai Pastor Maldonado és a 2011-es GP3 bajnok újonc Valtteri Bottas voltak. 2012 után ez volt a második, de egyben utolsó Renault-motoros Williams is, miután katasztrofálisan rossz évadot zárt a csapat.

## Áttekintés
Már az autó bemutatójakor kiderült, hogy igen nehéz dolga lesz a csapatnak a 2013-as évben, mivel az FIA illegálisnak nyilvánította a kipufogórendszerüket. Teljes újratervezésre volt szükségük, ám a két versenyző a teszteket követően elégedetten nyilatkozott.
Sajnos az újítások, amelyeket a szezonnyitó Ausztrál Nagydíjon mutattak be, nem voltak annyira jók. Pastor Maldonado úgy nyilatkozott, hogy az autó konkrétan vezethetetlen, a csapat pedig három évet lépett vissza az időben. Az kétségtelen tény volt, hogy a pálya és a körülmények sem kedveztek az autónak, így végül visszatértek az alapbeállításokhoz. Ennek ellenére is csapnivaló volt a csapat teljesítménye, sokáig sereghajtók voltak, majd Maldonado a Magyar Nagydíjon szerezte meg a csapat első pontját. A kiábrándító idényben ezt leszámítva csak az Amerikai Nagydíjon sikerült pontot szerezniük Bottas nyolcadik helye révén, így 5 ponttal a kilencedik helyen zárták az évet, amely a csapat valaha volt addigi legrosszabb teljesítménye volt.
A kudarcos idény miatt a Williams-csapat végül úgy döntött, hogy a turbókorszakot már a Mercedes motorjaival kezdik el. Mivel Maldonado és a csapat közt egyre élesebb volt a konfliktus, ezért az év végén tőle is megváltak.

## Eredmények
(Táblázat értelmezése)

(Félkövér: pole-pozícióból indult; dőlt: leggyorsabb kört futott) 

| Év   | Csapat     | Motor             | Gumi | Versenyzők       | 1   | 2   | 3   | 4   | 5   | 6   | 7   | 8   | 9   | 10  | 11  | 12  | 13  | 14  | 15  | 16  | 17  | 18  | 19  | Pont | Helyezés |
| ---- | ---------- | ----------------- | ---- | ---------------- | --- | --- | --- | --- | --- | --- | --- | --- | --- | --- | --- | --- | --- | --- | --- | --- | --- | --- | --- | ---- | -------- |
| 2013 | WilliamsF1 | Renault RS27-2013 | P    |                  | AUS | MAL | CHN | BHR | ESP | MON | CAN | GBR | GER | HUN | BEL | ITA | SIN | KOR | JPN | IND | ABU | USA | BRA | 5    | 9.       |
| 2013 | WilliamsF1 | Renault RS27-2013 | P    | Pastor Maldonado | KI  | KI  | 14  | 11  | 14  | KI  | 16  | 11  | 15  | 10  | 17  | 14  | 11  | 13  | 16  | 12  | 11  | 17  | 16  | 5    | 9.       |
| 2013 | WilliamsF1 | Renault RS27-2013 | P    | Valtteri Bottas  | 14  | 11  | 13  | 14  | 16  | 12  | 14  | 12  | 16  | KI  | 15  | 15  | 13  | 12  | 17  | 16  | 15  | 8   | KI  | 5    | 9.       |

† Kiesett, de a verseny 90%-át teljesítette, így teljesítményét értékelték.